# Prijs van Amsterdam
De Prijs van Amsterdam was een tweejaarlijkse poëzieprijs, waarvoor ook manuscripten konden worden ingezonden, ingesteld in 1925 door een onbekende Amsterdamse schenker. Doel van de prijs was om aandacht te vestigen op het werk van jongere Nederlandstalige dichters. 
De prijs is uiteindelijk alleen uitgereikt in 1925 en 1927, maar opvallend genoeg behoren vrijwel alle winnaars tot de meeste talentvolle Nederlandstalige dichters van de twintigste eeuw.

## Gelauwerden
- 1927 - A. Roland Holst voor De wilde kim
- 1927 - Hendrik Marsman voor Paradise regained
- 1927 - J. Slauerhoff voor Landelijke liefde I
- 1927 - Jan Greshoff voor de blijmoedige toon van zijn werk
- 1925 - Martinus Nijhoff voor Vormen
- 1925 - Albert Besnard voor De stad
- 1925 - Marnix Gijsen voor Mijn vadertje